# 陈涛 (甘南)
陈涛，中华人民共和国政治人物、全国脱贫攻坚先进个人。

## 生平
陈涛任甘肃省甘南藏族自治州临潭县冶力关镇池沟村原第一书记，中国作协中国作家网总编辑。因在脱贫攻坚战中作出突出贡献，2021年2月25日全国脱贫攻坚总结表彰大会上，陈涛被授予“全国脱贫攻坚先进个人”。